# Acuerdos entre Argentina y Chile sobre recursos hídricos compartidos

Cuencas binacionales de Valdivia al sur. Ver también río Zapaleri que fluye en el norte del Cono Sur.

Los acuerdos entre Argentina y Chile sobre recursos hídricos compartidos son convenios entre ambos países que regulan el uso de los cuerpos de agua ubicados en el límite internacional, ya sea que lo atraviesan o que sirven como frontera natural entre ambos países, también cuando involucran a otros estados.

## Derecho internacional
En el derecho internacional público se distingue entre cuerpos de agua ubicados dentro de los límites de un país y los que se ubican entre dos o varios estados. Se llama a los primeros ríos nacionales y a los segundos ríos internacionales. Entre los ríos internacionales se distingue a aquellos que atraviesan la frontera (ríos sucesivos o de curso sucesivo) y aquellos que sirven de frontera (ríos contiguos o fronterizos).: 43 
En los ríos, lagos y otros cuerpos de agua ubicados dentro de su territorio, los estados ejercen su soberanía de acuerdo a sus respectivas leyes. Sin embargo, cuando las aguas son compartidas, se debe establecer limitantes a los derechos de un estado para no disminuir los derechos del otro.
Normas internacionales que armonizan los derechos de los Estados ribereños que utilizan las aguas han sido establecidas, entre las cuales están la Convención de Barcelona de 1921, la Convención de Ginebra de 1925. En el ámbito sudamericano, la Resolución N.º 72 de Montevideo.

## Acuerdos binacionales
Entre Chile y Argentina han surgido acuerdos bilaterales que regulan esta materia, entre ellas:: 43 
- El Acta de Santiago del 26 de junio de 1971,
- El Tratado sobre Medio Ambiente del 2 de agosto de 1991
- El Protocolo Específico Adicional sobre Recursos Hídricos Compartidos del 2 de agosto de 1991
- Implementación del Protocolo Específico Adicional sobre Recursos Hídricos Compartidos

En un informe formulado por una empresa privada por encargo de la Comisión Nacional de Riego de Chile, se entregan las siguientes conclusiones:
1. Las normas y el protocolo del 2 de agosto de 1991 regulan el uso de los recursos hídricos compartidos.
2. Estos documentos se encuentran vigentes en la Répública de Chile desde el 14 de abril de 1993.
3. Un recurso hídrico compartido es el agua que escurriendo en forma natural cruza o coincide total o parcialmente con el límite internacional terrestre Argentino-Chileno
4. Las partes aceptan los aprovechamientos existentes a la fecha del Protocolo Adicional (2 de agosto de 1991). En el futuro, las acciones y programas de aprovechamiento de los recursos hídricos compartidos se efectuarán, en el marco del manejo integral de las cuencas hidrográficas, en forma coordinada o conjunta a través de planes generales de utilización.
5. Un Grupo de Trabajo elaborará un inventario común de los recursos hídricos compartidos.
6. Cualquier acción o programa de aprovechamiento de aguas que afecte a algún cauce natural compartido, deberá ajustarse a las normas establecidas en el Tratado sobre Medio Ambiente y, principalmente, en el Protocolo Específico Adicional sobre Recursos Hídricos Compartidos, suscrito entre ambos estados, en las Actas del Grupo de Trabajo y en el Reglamento de dicho grupo de Trabajo.

## Conflictos
Existen y han existido conflictos sobre el uso del agua en los casos:
- Río Vizcachas en la cuenca del río Serrano;
- Desvío del río Fénix en la cuenca del río Baker;
- Proyecto acueducto lago Buenos Aires en la cuenca del río Baker;
- Complejo hidroeléctrico Futaleufú en la cuenca del río Yelcho;
- Proyecto hidroeléctrico La Elena en la cuenca del río Palena.

(El conflicto sobre la laguna del desierto fue uno territorial.)